# 颤音 (语音学)
在語音學中，顫音（也稱滾音）是一類發音器官的顫動發聲的輔音。顫音與閃音（彈音）很不同。彈音通過一定的動作，用可活動的發音器官拍打固定的發音器官發聲。而顫音發音時，活動的發音器官位置相對固定，通過氣流作用使其顫動。一個顫音通常顫動二至三個周期，也有可能達到五個，甚至在雙輔音的情況下持續更久。然而，顫音也可以只有一個周期，這時可能聽起來會像彈音。無論如何，這兩類音的發音方法不同，顫音具有一到多個周期，彈音則沒有。 
國際音標包含的顫音輔音如下:
- [r] - 舌尖顫音
- [ʙ] - 雙唇顫音
- [ʀ] - 小舌顫音
- [ᴙ] - 會厭顫音（非正式）

雙唇顫音不太常見。舌尖顫音最常見的形式是齒齦音 [r͇]，但齒音和齒齦後發音 [r̪] 和 [r̠] 也有。在 Toda 語中的卷舌顫音可寫作 [ɽ]（與卷舌閃音一樣的寫法），為減少誤會也可寫作 [ɽ͡r]。此外也曾指出一種顫音為會厭顫音，會厭顫音通常作為 r 的異音發音，在一些語言中，該顫音是其輔音的主要成分。在 IPA 中沒有與此相對的符號，但偶爾使用 [ᴙ] 表示。有的元音發音時伴隨會厭顫動，稱為軟顎元音 (strident)。
西班牙語「perro」中的「rr」就是典型的齒齦顫音，而葡萄牙語的「rr」幾乎總是小舌顫音。台灣原住民族多數族語裡都有舌尖顫音。其中排灣語除了舌尖顫音也擁有小舌顫音，兩者發音共同對應同一個音位「r」。
捷克語有兩個相對的齒齦顫音。其中一個發音時舌上抬，因此顫動時可以聽到摩擦音, 聽起來像同時發出[r]和[ʐ]。曾經用過一個符號[ɼ]表示該音，現已廢棄。現在寫成抬舌 r[r̝]。涼山彝族語摩擦元音, 寫作ṳ,i̤, 這兩個音也可以顫動, [ʙ̝, r̝]。
Chapakuran 語，Wari’語和屬於 Muran語的皮拉罕語有十分特殊的顫音音素，雙唇顫動摩擦清齒音 [t̪͡ʙ̥]。
會厭顫音暫時沒有正式的國際音標符號，但在相關書籍中有時以⟨ᴙ⟩（左右倒轉的ʀ，與西里爾字母я同形）表示。

## 另请参阅
- List of phonetics topics（英语：List of phonetics topics）
- Roll up the Rim to Win（英语：Roll up the Rim to Win）
- Bronx cheer（英语：Bronx cheer）